# Ore Strand
Ore Strand er en dansk strand på Sydsjælland i Vordingborg Kommune, i Vordingborg by lokaliseret langs med bykvarteret Ore. Stranden ligger ud til farvandet Masnedsund mellem Sydsjælland og Masnedø.
55°00′20″N 11°52′21″Ø / 55.00556°N 11.87250°Ø